# Аргајл (Висконсин)
Аргајл (енгл. Argyle) град је у америчкој савезној држави Висконсин.

## Демографија
По попису из 2010. године број становника је 857, што је 34 (4,1%) становника више него 2000. године.
| Група             | 2000.       | 2010.       |
| Белци             | 816 (99,1%) | 836 (97,5%) |
| Афроамериканци    | 1 (0,1%)    | 1 (0,1%)    |
| Азијати           | 0 (0,0%)    | 0 (0,0%)    |
| Хиспаноамериканци | 6 (0,7%)    | 17 (2,0%)   |
| Укупно            | 823         | 857         |